# ワシューガル (ワシントン州)
ワシューガル（Washougal 発音: [wɑːˈʃuːɡəl]）は、アメリカ合衆国ワシントン州クラーク郡の都市である。人口は1万7039人（2020年）。バンクーバーの東30㎞に位置している。コロンビア川に面しており、オレゴン州の北部地域と経済的な繋がりが強い。

## 歴史
1792年5月、ボストンの毛皮貿易商ロバート・グレイ船長 (Robert Gray) がコロンビア川河口に入った直後、イギリスの探検家ジョージ・バンクーバーがグレイの発見を確認するために各地を渡り歩いた。
1792年10月、バンクーバーはウィリアム・ロバート・ブロートンに部隊を率いてコロンビア川の水源を発見するよう指示を出した。ブロートンは現在のワシューガルに到着し、リード島の東端付近に上陸した。この時、ブロートンはフッド山がコロンビア川の水源ではないかと提唱した。しかし実際には、この18年後にイギリスの探検家デビッド・トンプソン (David Thompson) によって、水源は1,000マイル以上も北東のカナダにあることが判明している。グレイによるコロンビア川の発見は、ヨーロッパとチヌーク (Chinook) の間に貿易が開かれるきっかけとなった。18世紀後半、アメリカ、イギリス、スペイン、ロシアの毛皮貿易商はラッコやビーバーの毛皮を物々交換した。
1805年から1806年にかけて、ルイス・クラーク探検隊がこの地を訪れた。探検隊は、ワシューガル近郊の肥沃な谷が深く印象に残っていたようである。太平洋にたどり着いた時、冬を過ごす場所を、オレゴン州のアストリア、ワシントン州のチヌーク、ワシューガルから選択する投票を実施した。しかし、探検隊が太平洋に到達したのは11月下旬であり、寒く厳しい冬が目前に迫っていたことや、ジェファーソン大統領へ任務の成功を伝えるために毛皮の交易船と接触する必要があり、太平洋の見える場所に陣取る必要があったことで、投票の結果はアストリアが多数を占めた。
春先、探検隊は東部への岐路にネズ・パースの元へと戻ることを望み、流れに逆らって舟を漕いだ。冬の間、ネズ・パースが馬の世話をしており、ロッキー山脈を移動するには馬が必要だった。1806年3月31日、探検隊は再びワシューガルに到着した。探検隊は6日間をこの地で過ごし、肉を乾燥させ、その肉を持ち運ぶための革袋をつくった。
1825年、ハドソン湾会社は現在のワシントン州バンクーバーの近くに交易所を設立した。毛皮猟師やきこりがコロンビア川流域に出入りしはじめ、各地に名前を付けた。ワシューガルは、インディアン語の「急流」から派生した言葉であると考えられている。
1838年、イギリスの船員リチャード・ハウ (Richard Howe, Richard Ough) がこの地に定住した。彼は地元の最高責任者 (酋長) の娘である白い翼 (White Wing, 後に Betsy と呼ばれた) と結婚し、リチャードは90歳、ベッツィーは96歳まで生き、長く充実した生活を送った。ふたりともカトリック墓地に埋葬され、ワシューガルには現在も彼らの子孫が生活している。彼らの私有地にはワシューガルの遺産博物館 (Two Rivers Heritage Museum) が建造され、インディアンのアーティファクトや衣服を見学できる。
1908年12月4日、正式に設立された。マウント・プレザント・グレンジ・ホールはワシントン州で最も古くから使われている農民共済組合会館である。

## 地理
北緯45度34分55秒、西経122度20分53秒 (45.581960, -122.347987)に位置している。
アメリカ合衆国統計局によると、総面積13.0 km2 (5.0 mi2) である。このうち12.8 km² (5.0 mi²) が陸地であり、0.2 km² (0.1 mi²) (1.39%) が水地である。
- 山:
- 河川: ワシューガル川 (Washougal River)
- その他: コロンビア川渓谷 (Columbia River Gorge)

## 人口
2000年国勢調査では、人口8,595人、3,294世帯、2,325家族が暮らしている。人口密度は669.1/km2 (1,734.5/mi2) である。269.6/km2 (698.8/mi2) の平均的な密度に3,463軒の住宅が建っている。この都市の人種構成は白人94.03%、アフリカン・アメリカン0.43%、ネイティブ・アメリカン1.26%、アジア0.78%、太平洋諸島系0.12%、その他の人種0.83%、混血2.56%である。この人口の2.51%はヒスパニックまたはラテン系である。ドイツ系16.0%、イングランド系10.7%、アメリカ系8.5%、アイルランド系7.4%、ヨーロッパ系5.5%、ノルウェー系5.1%である。第一言語は、英語95.8、スペイン語2.5%である。
全世帯のうち、18歳未満の子供と同居している世帯が37.9%、夫婦のみの世帯が51.3%、未婚女性の世帯が14.1%であり、29.4%は家族を持たない。個人名義の世帯主が23.6%、そのうち65歳以上が8.3%である。世帯ごとの平均人数は2.61人、家族ごとの平均人数は3.05人である。
18歳未満が29.8%、18歳以上24歳以下が8.3%、25歳以上44歳以下が30.1%、45歳以上64歳以下が20.6%、65歳以上が11.2%、平均年齢は34歳である。女性100人に対して男性は96.3人である。18歳以上の女性100人に対して男性は91.7人である。
この都市の世帯ごとの平均的な収入は38,719 USドルであり、家族ごとの平均的な収入は52,293 USドルである。男性は37,351 USドルに対して女性は26,032 USドルの平均的な収入がある。この都市の一人当たりの収入 (per capita income) は19,389 USドルである。人口の8.3%及び家族の9.7%の収入は貧困線以下である。全人口のうち18歳未満の13.8%及び65歳以上の3.6%は貧困線以下の生活を送っている。